# Ulica 2 Lutego w Skwierzynie
Ulica 2 Lutego (dawniej Poststraße – ul. Pocztowa) – jedna z głównych ulic w centrum Skwierzyny. Od strony wschodniej łączy się z ul. Stefana Batorego, a na zachodzie przechodzi w ul. Gorzowską.
Przy ulicy znajduje się kilka dobrze zachowanych budynków z przełomu XIX i XX wieku, m.in. willa fabrykanta, Kościół Świętego Zbawiciela, budynek poczty i budynek nadleśnictwa.
Nazwa ulicy pochodzi od błędnie uznanej daty wejścia wojsk Armii Czerwonej do miasta. Oddziały 4. Korpusu Piechoty Gwardii gen. Wasilija Głazunowa wkroczyły do Skwierzyny 30 stycznia 1945.
Zabudowa ulicy 2 Lutego:
- nr 2a: Nadleśnictwo Skwierzyna;
- nr 3: budynek poczty;
- nr 5: stara kamienica;
- nr 11: stara kamienica;
- nr 15a: sklep Intermarché;

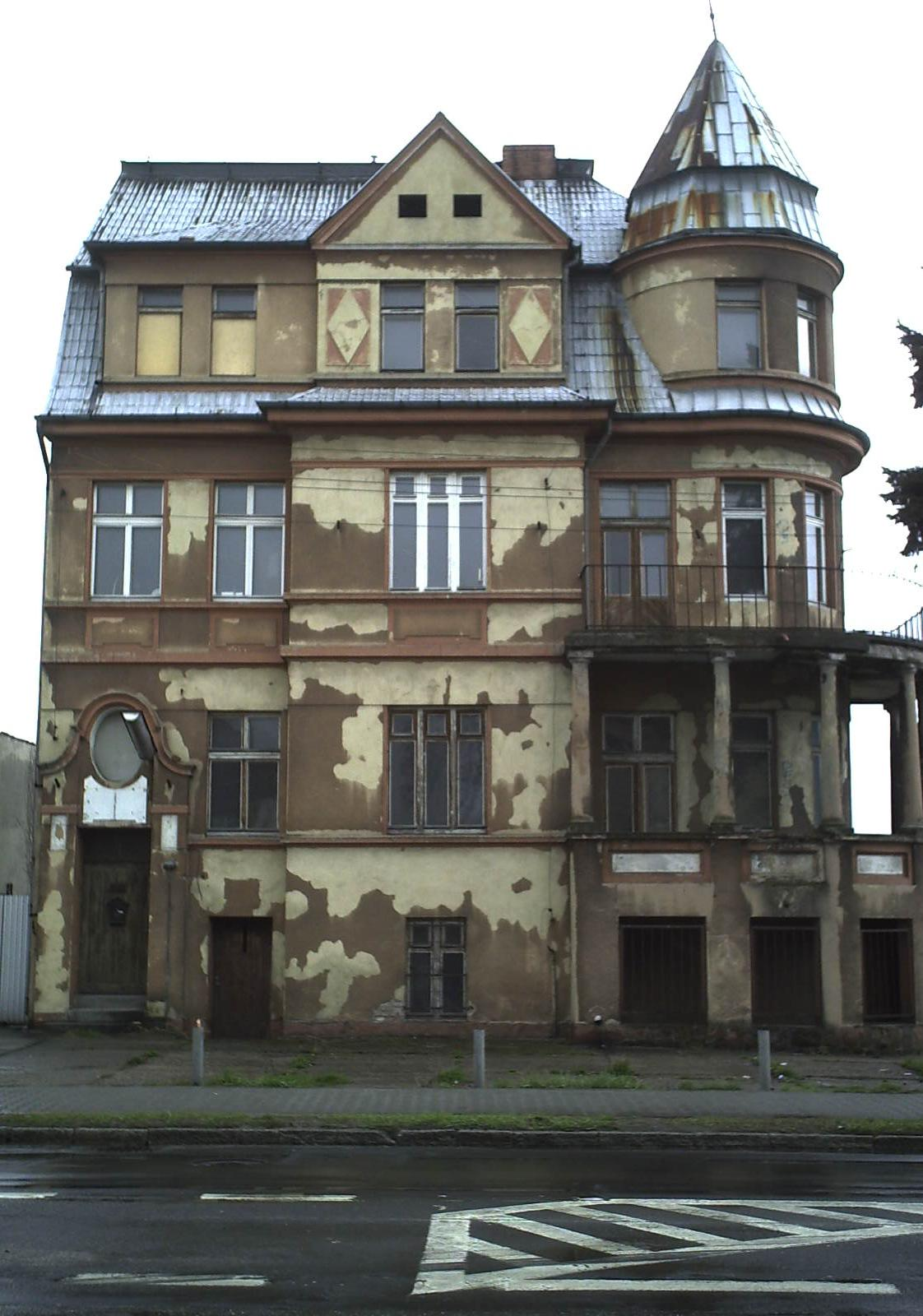
Willa Augusta Klemmanna
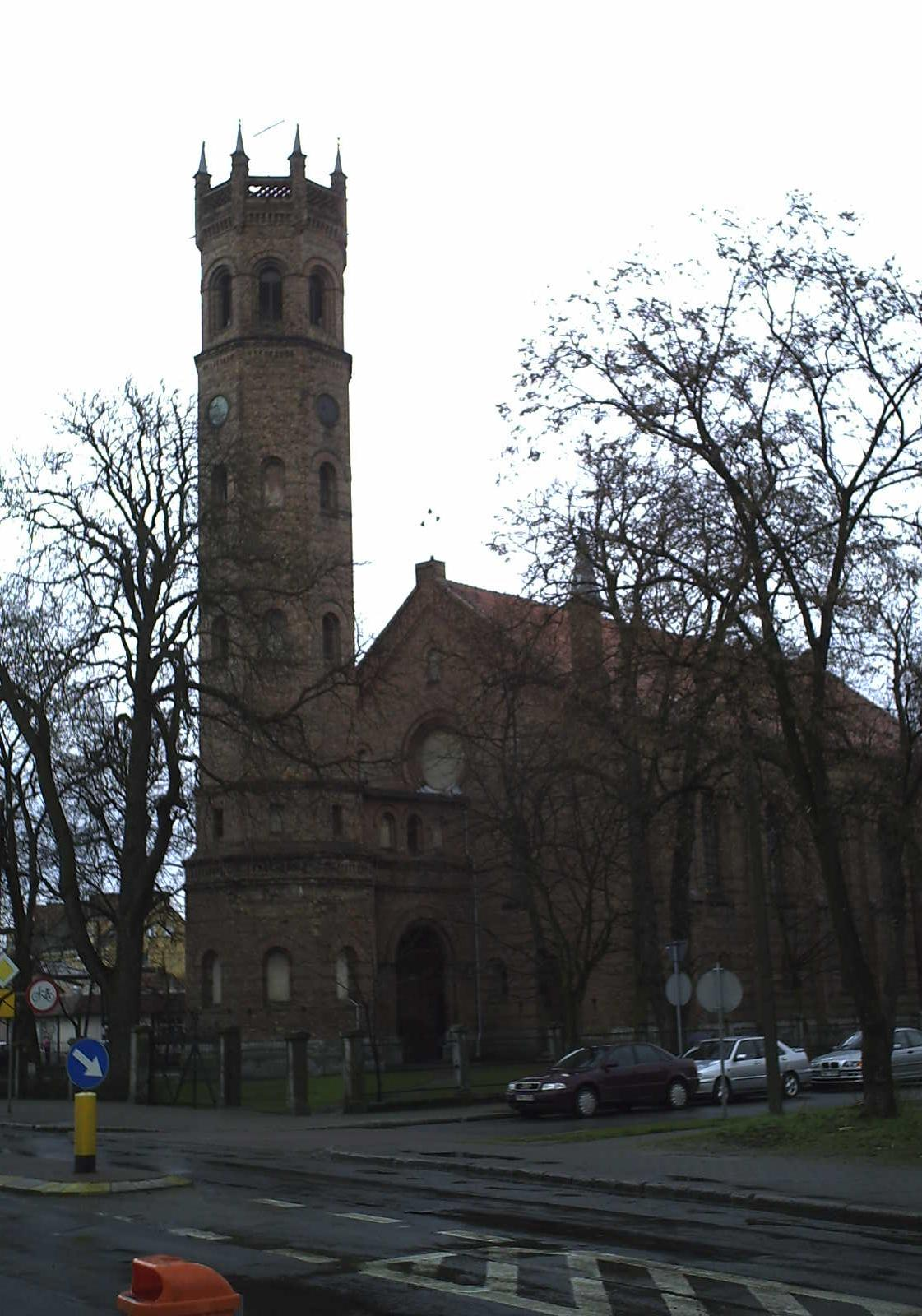
Kościół Świętego Zbawiciela
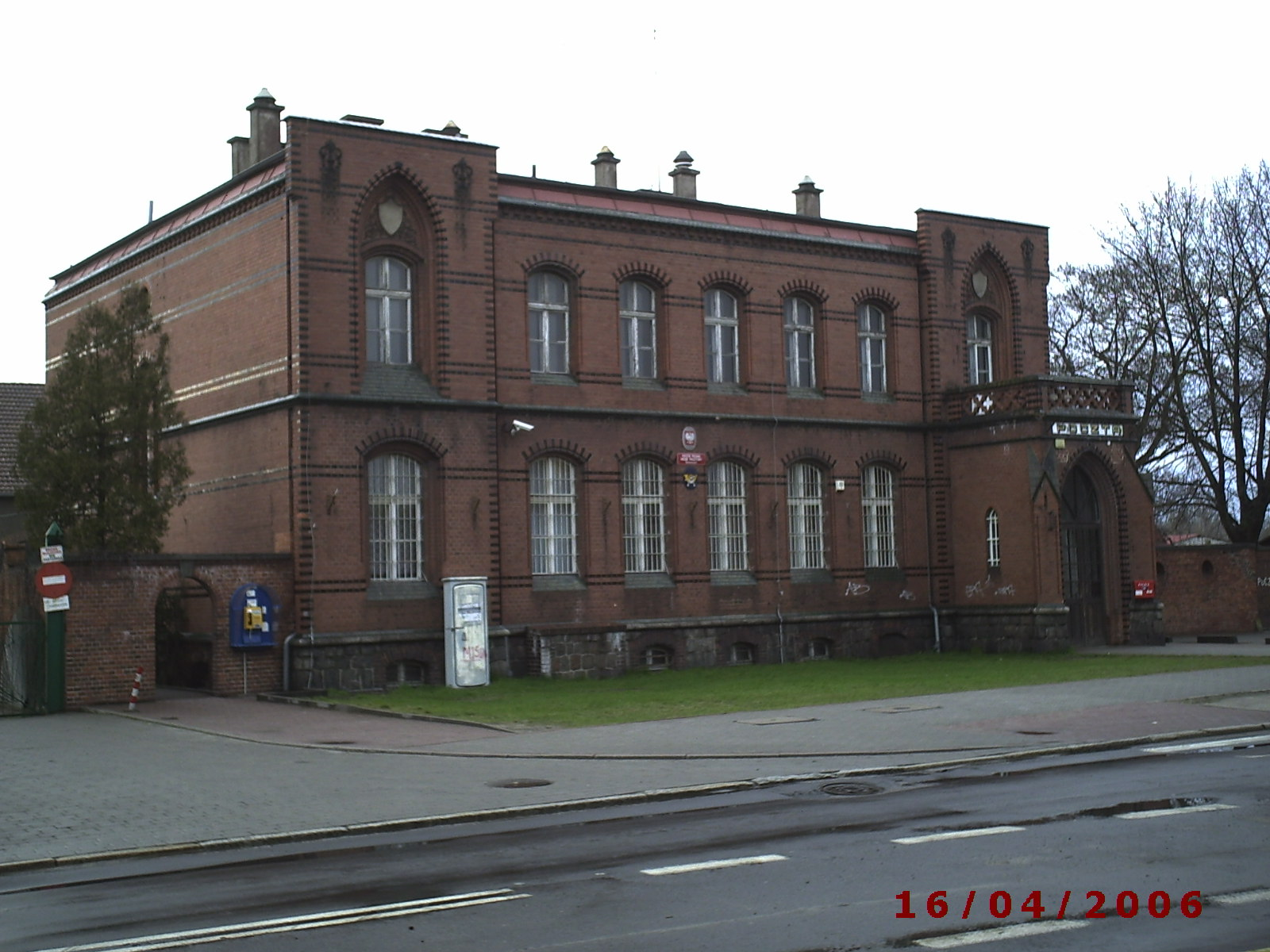
Budynek Poczty